# BR-364
La BR-364 est une autoroute interétatique du Brésil reliant l'État de São Paulo, au sud-est, à l'État d'Acre, à l'ouest.
L'autoroute a été ouverte dans les années 1960 et asphaltée dans les années 1980. Il a apporté le développement économique et la croissance démographique dans les États du bassin amazonien de Rondônia et d'Acre. Il est également important pour le flux de production agricole et animale dans les États de Rondônia, Mato Grosso et Goiás, pour la consommation intérieure brésilienne et pour l'exportation, principalement par le port de Santos.

## Itinéraire
La BR-364 commence à Limeira dans l'État de São Paulo et traverse le nord-ouest à travers ceux du Minas Gerais, Goiás, Mato Grosso, Rondônia et Acre jusqu'à Rodrigues Alves, puis jusqu'à Mâncio Lima à la frontière avec le Pérou. Il traverse les villes de Cuiabá (Mato Grosso), Porto Velho (Rondônia) et Rio Branco (Acre). L'autoroute praticable en tout temps permet aux habitants des États amazoniens éloignés de Rondônia et d'Acre d'accéder aux biens, aux services et aux personnes des régions bien peuplées autour de São Paulo. L'autoroute traverse les biomes des forêts tropicales du Cerrado, du Pantanal et de l'Amazonie, ainsi que des zones de culture de la canne à sucre, du soja et du coton. Dans certaines régions, il est mal entretenu. Dans l'ouest du Rondônia, un ferry était autrefois le seul moyen de traverser le Rio Madeira, mais en mai 2021, le pont Abunã a ouvert ses portes, reliant enfin Acre et l'ouest du Rondônia au reste du Brésil par la route.